# Abdelkrim Jinani
Abdelkrim Jinani (Casablanca, 2 settembre 1973) è un ex calciatore marocchino, di ruolo attaccante.

## Carriera

### Club
Cresciuto nelle società di Casablanca, milita nelle file del Rajad tra il 1995 e il 1997, vincendo due campionati nazionali, una coppa del Marocco e la CAF Champions League del 1997. Nel 1997 viene acquistato dal Rennes per la cifra di 7,5 milioni di franchi, firmando un contratto quinquennale. Gioca pochi incontri di Ligue 1 prima di passare al Laval, in seconda divisione. In seguito si trasferisce in Cina prima di andare a giocare in Svizzera tra il 1998 e il 2000.

## Palmarès

### Club

#### Competizioni nazionali
- Campionato marocchino di calcio: 2

Raja Casablanca: 1995-1996, 1996-1997
- Coppa del Marocco: 1

Raja Casablanca: 1995-1996

#### Competizioni internazionali
- CAF Champions League: 1

Raja Casablanca: 1997